# Renato de Châlon
Renato de Châlon, también conocido como Renato de Nassau-Breda (Breda, 5 de febrero de 1519-Saint-Dizier, 15 de julio de 1544), fue príncipe de Orange y estatúder de Holanda, Zelanda, Utrecht y Gueldres.

## Primeros años de vida
Nació como el único hijo del conde Enrique III de Nassau-Breda y Claudia de Châlon. El hermano de Claudia, Filiberto de Chalôns, fue el último príncipe de Orange de la casa de Châlon. Cuando Filiberto murió en 1530 durante el sitio de Florencia, Renato heredó el principado de Orange, a condición de que usase el nombre y el escudo de armas de la familia Châlon-Orange. Por lo tanto, la historia lo conoce como "Renato de Châlon" en lugar de como "Renato de Nassau-Breda."

### Matrimonio e hijos
Se casó con Ana de Lorena (1522-1568) el 20 de agosto de 1540 en Bar-le-Duc. El matrimonio tuvo una única hija, llamada María, que vivió sólo tres semanas y fue enterrada en la Grote Kerk en Breda.
Renato tuvo un hijo bastardo llamado Palamedes de Châlon de una mujer desconocida (nacido en 1540 - † alrededor de 1600). Se casó con Polixena de Mansfeld, hija del príncipe Pedro Ernesto de Mansfeld. Juntos tendrían a Enrique, Margarita y Renato. Enrique de Châlon se casó con Odilia de Heu. Tuvieron otro hijo y dos hijas, pero su hijo Lamoral de Châlon no dejó descendencia masculina.

## Vida pública
En 1544 al servicio del emperador Carlos V, durante la Guerra italiana de 1542-1546 tomó parte en el asedio de San Dizier, que terminó con victoria imperial el 17 de agosto. Allí fue mortalmente herido y murió con el emperador presente a su lado. Renato fue enterrado en la Grote Kerk en Breda, cerca del lugar de descanso de su pequeña hija. Su corazón fue trasladado a la iglesia de San Pedro (en la actualidad San Esteban), de Bar-le-Duc, donde su esposa encargó al escultor Ligier Richier erigir uno de los más famosos monumentos funerarios de Francia: Le Transi. En él es representado en deplorable estado de descomposición, pero levanta con su mano izquierda su propio corazón, símbolo del amor triunfante.
Su primo Guillermo de Nassau-Dillenburg, más conocido como «Guillermo el Taciturno», heredó todas las tierras de Renato. Guillermo agregó el nombre de Orange a su apellido paterno, convirtiéndose en el fundador de la Casa de Orange-Nassau.